# Hans-Adalbert von Maltzahn
Hans-Adalbert von Maltzahn (* 2. September 1894 in Kiel; † 1934 in Paris) war ein deutscher Kulturjournalist.

## Leben
Er stammte aus der preußischen Adelsfamilie von Maltzahn. Sein Vater war Generalmajor.
Hans-Adalbert wurde für eine militärische Laufbahn ausgebildet, die ihm aber sehr widerstrebte.
Er interessierte sich für Literatur und Kunst. In Berlin lernte er die bekannte Dichterin Else Lasker-Schüler kennen, die ihn in die Literatenszene im Café des Westens einführte.
Hans-Adalbert von Maltzahn nahm am Ersten Weltkrieg als Leutnant teil. 
1921 ging er nach Brasilien. Dort wurde er später wegen angeblich kommunistischer Aktivitäten ausgewiesen. Ab 1927 lebte er in Paris, wo er ab 1933 ein wichtiger Mittelpunkt der deutschen Emigrantenszene wurde. 1934 starb er im Alter von 40 Jahren.
Hans Adalbert von Maltzahn war mit Schriftstellern wie Else Lasker-Schüler, Karl Kraus, Rainer Maria Rilke, Claire und Yvan Goll und Rudolf Leonhardt bekannt. Else Lasker-Schüler widmete ihm ein Gedicht.
Hans-Adalbert von Maltzahn schrieb für verschiedene deutschsprachige Zeitungen und Zeitschriften wie den Berliner Börsen-Courier, den Vorwärts, die Neue Pariser Zeitung und die Blauen Hefte zahlreiche Artikel vor allem über kulturelle Themen. Er übersetzte Werke französischer Autoren in die deutsche Sprache, wie das Antikriegsdrama Die Marne von Paul Raynal (1933).
Er engagierte sich für pazifistische Ideen und gegen Antisemitismus und Homophobie.